# Saint-Romain-en-Gal
Saint-Romain-en-Gal este o comună în departamentul Rhône din sud-estul Franței. În 2009 avea o populație de 1.681 de locuitori.

## Evoluția populației
| An        | 1975  | 1982  | 1990  | 1999  | 2006  | 2009  |
| --------- | ----- | ----- | ----- | ----- | ----- | ----- |
| Populație | 1.346 | 1.349 | 1.341 | 1.380 | 1.604 | 1.681 |